# Boston Society of Film Critics Awards 1991
La 12ª edizione dei Boston Society of Film Critics Awards si è svolta il 26 dicembre 1991.

## Premi

### Miglior film
- Il silenzio degli innocenti (The Silence of the Lambs), regia di Jonathan Demme

### Miglior attore
- Nick Nolte - Il principe delle maree (The Prince of Tides)

### Migliore attrice
- Geena Davis - Thelma & Louise

### Miglior attore non protagonista
- Anthony Hopkins - Il silenzio degli innocenti (The Silence of the Lambs)

### Migliore attrice non protagonista
- Mercedes Ruehl - La leggenda del re pescatore (The Fisher King)

### Miglior regista
- Jonathan Demme - Il silenzio degli innocenti (The Silence of the Lambs)

### Migliore sceneggiatura
- David Cronenberg - Il pasto nudo (Naked Lunch)

### Miglior fotografia
- Tak Fujimoto - Il silenzio degli innocenti (The Silence of the Lambs)

### Miglior documentario
- Parigi brucia (Paris Is Burning), regia di Jennie Livingston

### Miglior film in lingua straniera
- Europa Europa, regia di Agnieszka Holland  ·  Francia/ Polonia/ Germania